# William B. Ruger
William Batterman Ruger (21 de junho de 1916 Brooklyn, Nova Iorque — 6 de julho de 2002, Prescott, Arizona), foi um projetista de armas de fogo e empreendedor americano.
William Ruger, se associou a Alexander McCormick Sturm para criar a Sturm, Ruger & Company em 1949. O primeiro produto produzido por eles foi a Ruger Standard, a mais popular pistola para tiro ao alvo no calibre .22 LR já fabricada nos Estados Unidos. Depois da morte de Sturm em 1951, e sob a liderança de Ruger, a companhia produziu uma das maiores variedades de armas de fogo entre os fabricantes de todo o mundo.